# (202) Criseida
(202) Criseida és un asteroide que forma part del cinturó d'asteroides i que va ser descobert per Christian Heinrich Friedrich Peters l'11 de setembre de 1879 des de l'observatori Litchfield de Clinton, Estats Units d'Amèrica.
Està anomenat així per Criseida, un personatge de la mitologia grega.
Chryseïs orbita a una distància mitjana de 3,07 ua del Sol, i pot allunyar-se'n fins a 3,383 ua. Té una inclinació orbital de 8,855° i una excentricitat de 0,1018. Triga 1965 dies a completar una òrbita al voltant del Sol.